# Choker

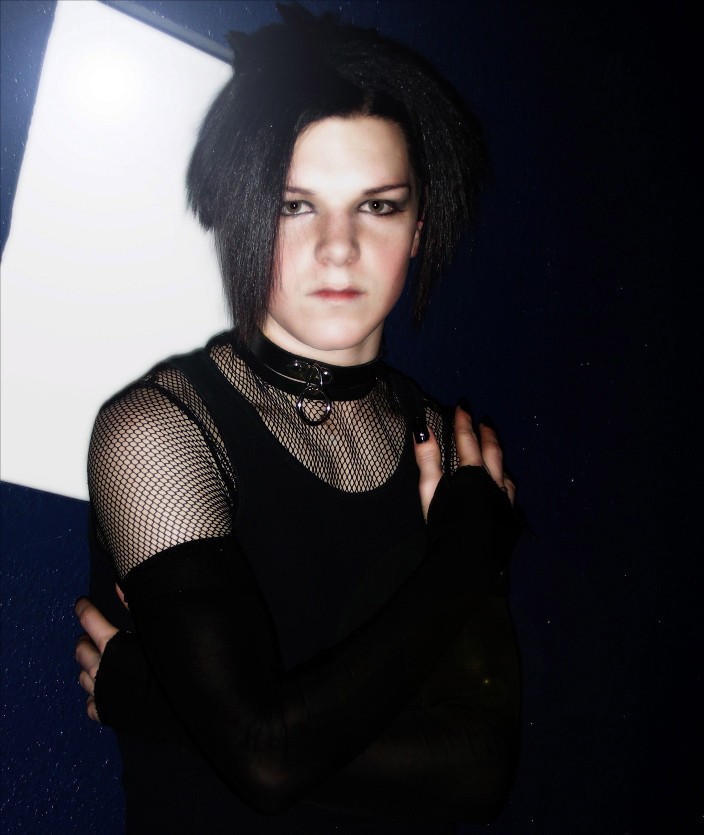
Gotka z chokerem na szyi

Choker (w Polsce nazywany często dusik) – rodzaj naszyjnika zapinanego lub zawiązywanego na szyi, który ściśle do niej przylega. Chokery mogą być wykonane z łańcuszka, aksamitki, koronki, satynowej tasiemki, sznurka, elementów metalowych lub rzemienia. Mogą być też dodatkowo ozdobione zawieszkami, ćwiekami, czy też kamieniami.
Naszyjniki przylegające do szyi, podobne do chokerów znane były już w czasach starożytnych. Tego typu biżuterię noszono m.in. w starożytnej Mezopotamii i Egipcie. Wspomina o nich też Talmud (święta księga judaizmu). 
W późniejszych epokach tego typu naszyjniki występowały w różnych formach, przeważnie w kręgach arystokratycznych.
Współczesne chokery wywodzą się ze stylizacji gotyckich lub rockowych z lat 90. XX wieku. Występowały wówczas naszyjniki z kłódkami, obrożami dla psów i grubymi metalowymi łańcuchami. Kultura głównego nurtu szybko przyjęła ten styl za sprawą takich celebrytek, jak Gwyneth Paltrow, Paris Hilton, czy Rihanna.